# Amalosoma eddystonense
Amalosoma eddystonense is een lepelworm uit de familie Bonelliidae.
De wetenschappelijke naam van de soort werd in 1956 door Stephen gepubliceerd.